# Zajączki (Ostrzeszów)
Pour les articles homonymes, voir Zajączki.
Zajączki est une localité polonaise de la gmina mixte et du powiat d'Ostrzeszów en voïvodie de Grande-Pologne. Elle se trouve à environ 134 km au sud-est de Poznań, la capitale régionale. 

## Géographie

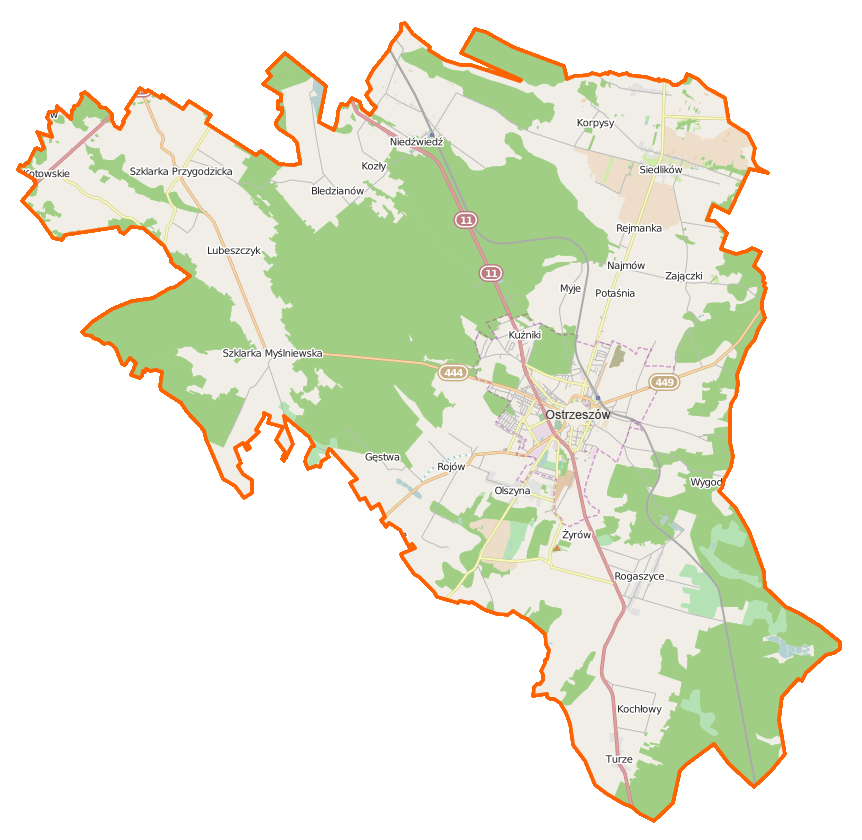
Carte de la gmina d'Ostrzeszów.

## Histoire
De 1815 à 1920, Mroczen fait partie de l'arrondissement de Schildberg (de)  dans le district de Posen au sein de la province de Posnanie.